# Antoine Noguès
Pour les articles homonymes, voir Noguès.
Antoine Noguès, né le 7 mai 1777 à Castelnau-Rivière-Basse et mort le 21 décembre 1853 à Jû-Belloc est un général de brigade du Premier Empire.

## Biographie
Il sert aux Antilles où il est blessé. Le 1er décembre 1806, il est nommé colonel du 6e régiment d'infanterie de ligne hollandais, puis dans l'armée d’Espagne de 1811 à 1813. Général de brigade le 8 février 1813, il commande une brigade d'infanterie pendant les Cent-Jours et est blessé au cours de la bataille de Waterloo. Il est fait chevalier de Saint-Louis le 13 août 1814.
Sous la Restauration il commande le département des Hautes-Pyrénées puis une brigade de la division des Pyrénées Occidentales. Décoré de la Légion d'honneur le 14 février 1806, il en est fait officier en 1821 puis commandeur le 16 novembre 1832.
Le général Antoine Noguès a laissé des mémoires, qui ont été publiés en 1922.

## Famille
Il a deux frères :
- Jean-François Xavier Noguès (1769-1808), général de division[2].
- Gabriel Noguès, né le 28 septembre 1779, lieutenant-colonel, tué sur le champ de bataille de Dresde en 1813.[citation nécessaire]